# Blauwvoorhoofdlancetkolibrie
De blauwvoorhoofdlancetkolibrie (Doryfera johannae) is een vogel uit de familie Trochilidae (kolibries).

## Verspreiding en leefgebied
Deze soort komt voor in het noordelijk en noordwestelijk Amazonebekken en telt twee ondersoorten:
- D. j. johannae: zuidoostelijk Colombia, oostelijk Ecuador en noordoostelijk Peru.
- D. j. guianensis: zuidelijk Venezuela, zuidelijk Guyana en noordelijk Brazilië.